# Gobron-Brillié

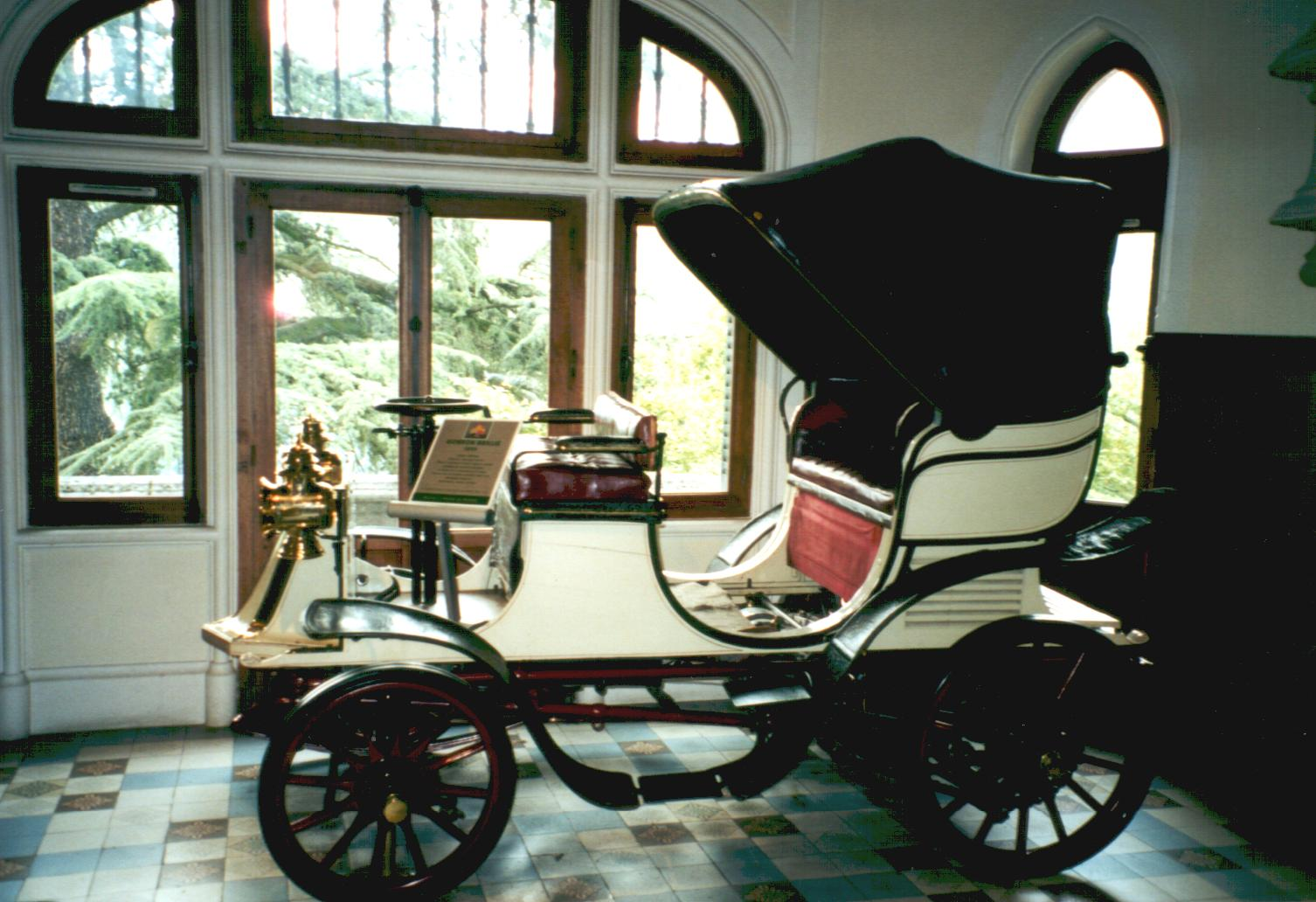
Gobron-Brillié von 1898

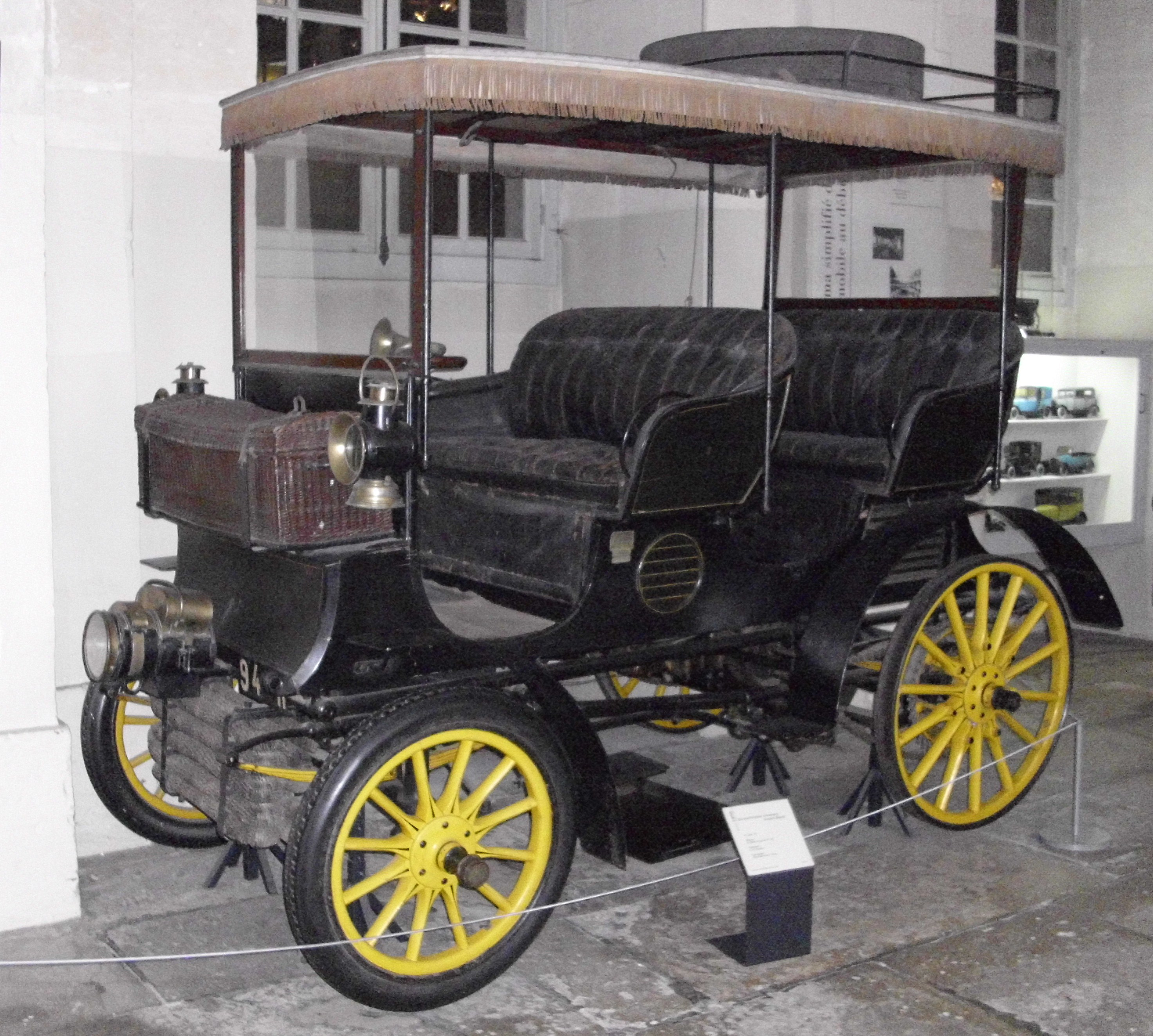
Gobron-Brillié von 1898

Der französische Automobilrennfahrer Louis Rigolly auf einem 100-PS-Gobron-Brillié (1903)

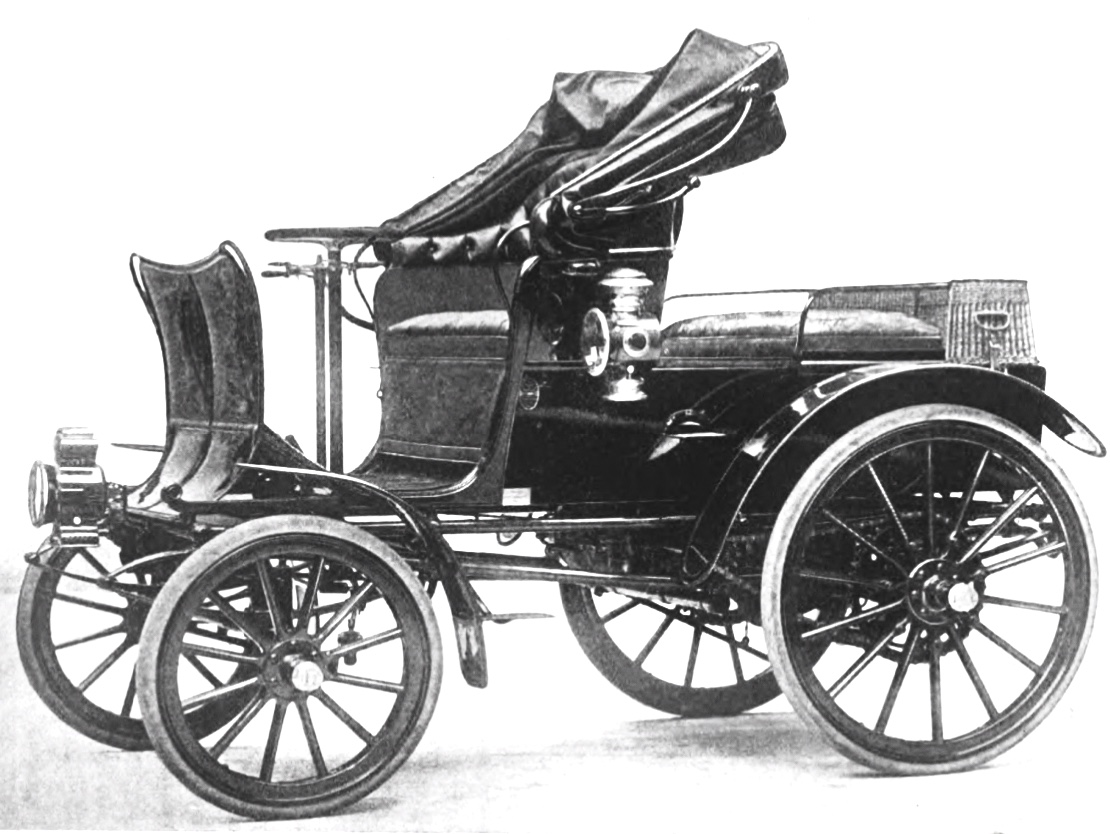
Gobron-Brillié 6 HP von 1898

Die Société Gobron-Brillié war ein französischer Hersteller von Automobilen.

## Unternehmensgeschichte
Gustave Gobron und Eugène Brillié gründeten 1898 das Unternehmen in Paris zur Produktion von Automobilen. 1900 erfolgte der Umzug nach Boulogne-Billancourt. 1903 schied Eugène Brillié aus dem Unternehmen aus, um in Le Havre Autos unter dem Namen Brillié herzustellen. Der Unternehmensname wurde zunächst beibehalten. Der Markenname änderte sich jedoch offiziell bereits 1903 auf Gobron, auch wenn das in der Öffentlichkeit noch lange Zeit missachtet wurde.

## Fahrzeuge

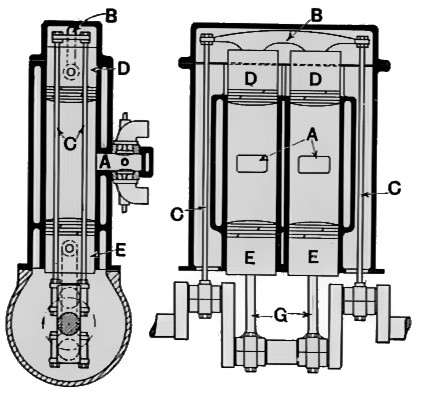
Motor von Gobron

Die ersten Modelle hatten einen Viertakt-Gegenkolbenmotor: in jedem Zylinder arbeiteten zwei Gegenkolben, die oberen beiden waren über ein Joch verbunden und wirkten über lange Pleuel auf die Kurbelwelle am entgegengesetzten Motorende. Die Wagonnette von 1899 war auf einem Stahlrohrrahmen aufgebaut. Sie hatte einen Zweizylinder-Gegenkolbenmotor mit 6 PS (bei 900 Um/min), der vor der Hinterachse montiert war und diese über ein Dreiganggetriebe antrieb. Der Motor hatte 1608 cm³ Hubraum mit 80 mm Bohrung und 2 × 80 mm = 160 mm Hub. Der Motor hatte einen Drehzahlbereich von der Leerlaufdrehzahl mit 300/min bis zu 1000/min als Höchstdrehzahl. Die Einlassventile waren automatisch gesteuert, die Auslassventile über Nockenwelle und Stößel. Eine Besonderheit war auch die Konstruktion der Lenkung, die bei zunehmender Lenkraddrehung progressiv zu einem stärkeren Lenkeinschlag der Vorderräder führte.
Ab 1900 baute Nagant das Modell in Lizenz.
Beim Motorwagen von 1900 hatte der Zweizylinder-Motor 1407 cm³ Hubraum. Der untere Kolben machte einen Weg von 80 mm, der obere Kolben einen Weg von 60 mm. Der Gesamtweg somit 140 mm. Die Leistung bei 900/min betrug 6 PS, bei 1200/min waren es 7 PS. Der nutzbare Drehzahlbereich lag zwischen 300/min und 1200/min.
Zunächst waren die Motoren in Fahrzeugmitte oder im Heck montiert. 1901 kamen Modelle mit Frontmotor dazu, allerdings hatten die stärkeren Modelle weiterhin einen Mittelmotor. 1903 gab es nur noch Frontmotoren. Ein Modell mit Vierzylindermotor und 40 PS Leistung erschien.

Ein Fahrzeug dieser Marke ist im Musée National de la Voiture du Tourisme in Compiègne zu besichtigen.

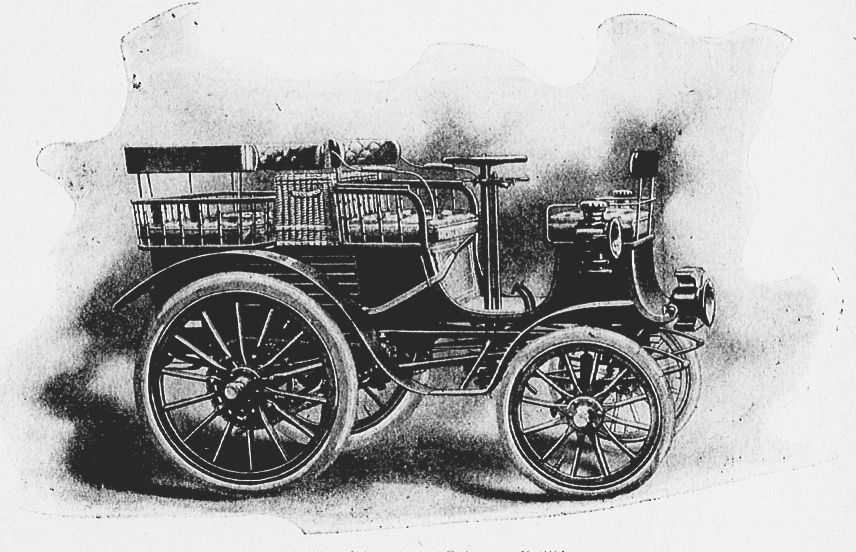
Gobron-Brillié Wagonnette 6 CV (1899)
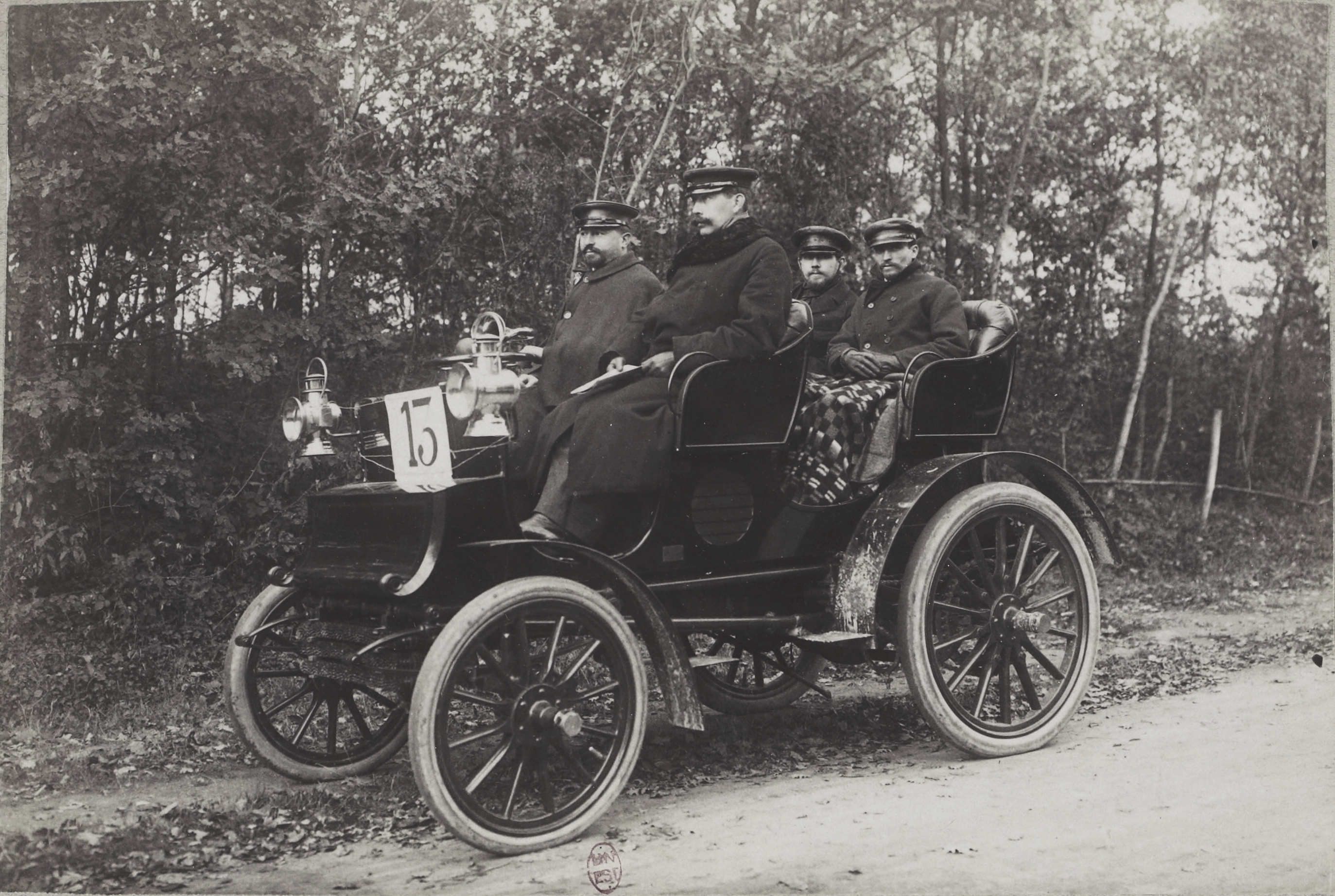
Gobron-Brillié 9 CV (1900 Côte de Chanteloup)
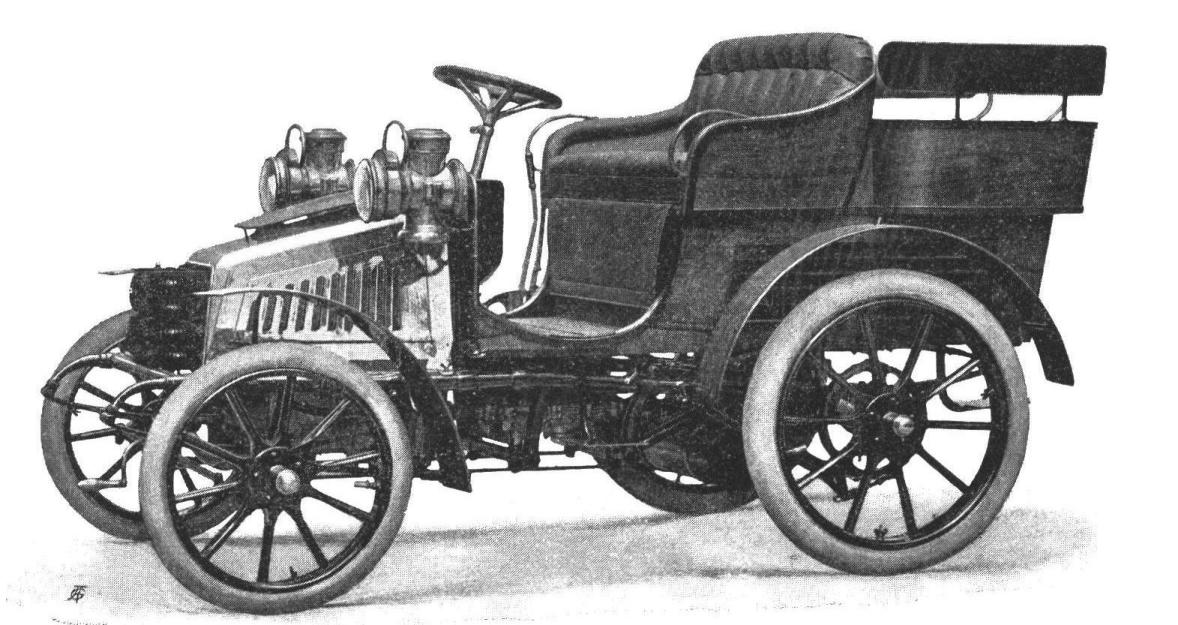
Gobron-Brillié 8 CV (1901)
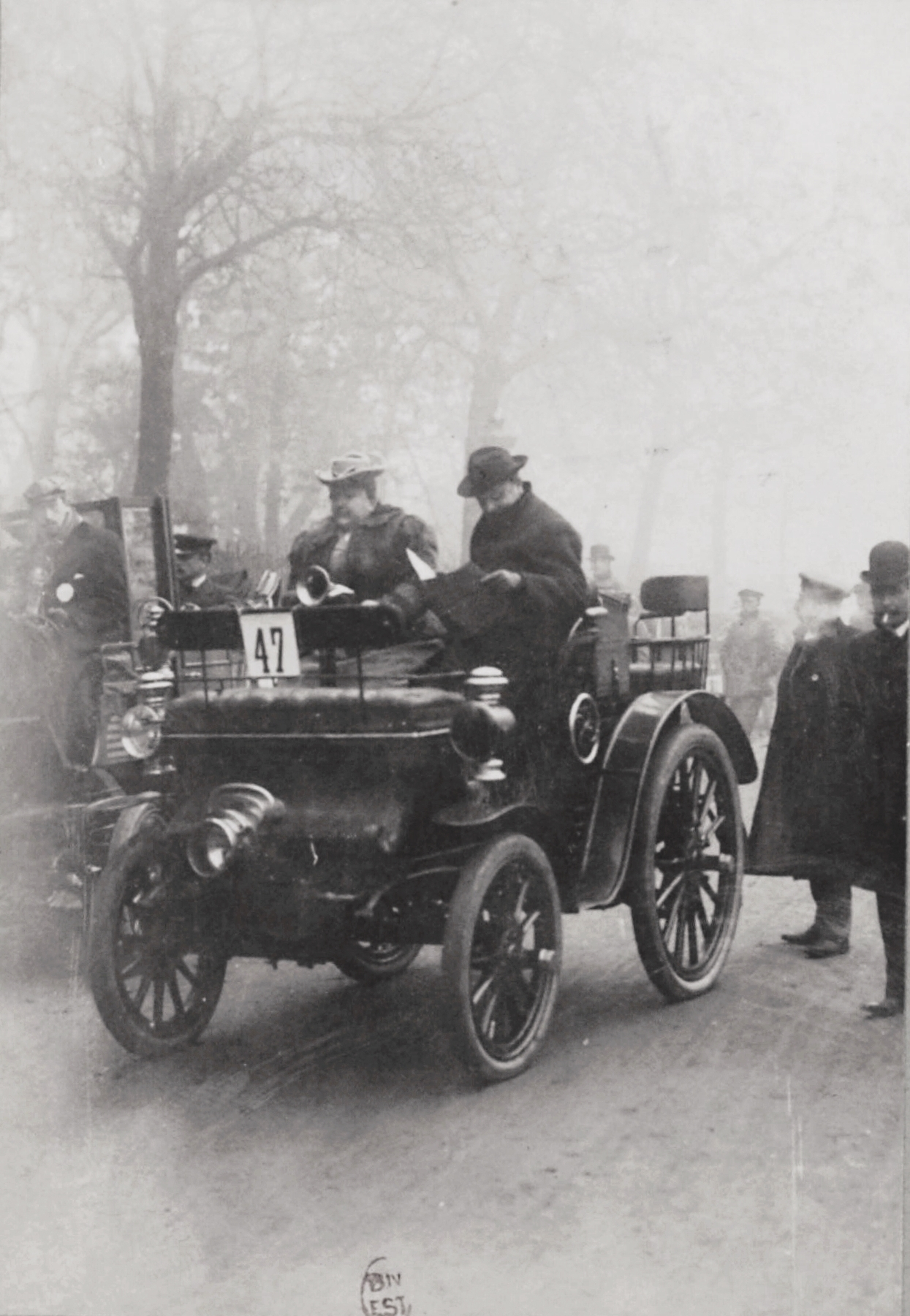
Gobron-Brillié 10 CV (1901, Mme. Gobron)

## Produktionszahlen
Nach dem Umzug nach Paris im Jahre 1900 verdoppelte sich die Produktionszahl auf 150 Fahrzeuge jährlich.